# 韦塔斯基温
韦塔斯基温(Wetaskiwin)，加拿大艾伯塔省中部城市，位于省会埃德蒙顿以南70公里。韦塔斯基温名称来源于克里语“wītaskīwin-ispatinaw (ᐑᑕᐢᑮᐏᐣ ᐃᐢᐸᑎᓇᐤ)”，意为“缔造和平之山”。韦塔斯基温总人口12,594（2021年）。雷诺兹-艾伯塔博物馆位于该地。